# Тифенбах, Рудольф фон
Барон Рудольф фон Тифенбах (нем. Rudolf von Tiefenbach; 1582. Грац – 4 марта 1653, Нова-Пака) – немецкий военачальник, фельдмаршал (1631) Священной Римской империи, участник Тридцатилетней войны.

## Биография
Представитель одной из самых влиятельных дворянских семей Штирии. Сын Кристофа фон Тифенбаха.
Протестант. Поселился в Моравии в 1578 году при короле Рудольфе II.
С 1613 года воевал в католической армии Габсбургов, был назначен членом Гофкрисграта. 
В 1619 году сражался под командованием Бюкуа и получил звание генерала. В 1620 году принял участие в битве при Белой горе, позже в июле 1621 года командовал имперскими кирасирскими войсками в Венгрии после смерти Бюкуа. 
В 1623 году принял католическую веру и в 1631 году стал фельдмаршалом при Валленштейне. 
В 1631 году вышел в отставку после нескольких поражений Габсбургов, но после убийства Валленштейна в феврале 1634 года стал губернатором  Йичина в Богемии. Пехотный полк Рудольфа фон Тиффенбаха продолжал своё существование и входил в состав резерва на Шенефельде в битве при Нёрдлингене.
С 1627 по 1640 год построил контрреформационный францисканский монастырь в Цистерсдорфе.
В 1639 году был награждён Орденом Золотого руна.